# Fermi (element)
El fermi és l'element químic de la taula periòdica de nombre atòmic 100 que pertany a la sèrie dels actinoides, i de símbol, Fm. El fermi fou descobert el 1953, juntament amb l'einsteini, a les runes de la primera explosió de bomba d'hidrogen Ivy Mike. Hi ha 22 isòtops coneguts essent el fermi 257 el més estable amb una període de semidesintegració de 100,5 dies. Alguns dels isòtops presenten fissió espontània. El fermi està anomenat en honor d'Enrico Fermi (1901-1954), pioner en la física nuclear. No té aplicacions pràctiques ni ha estat possible obtenir-ne una quantitat observable.

## Història

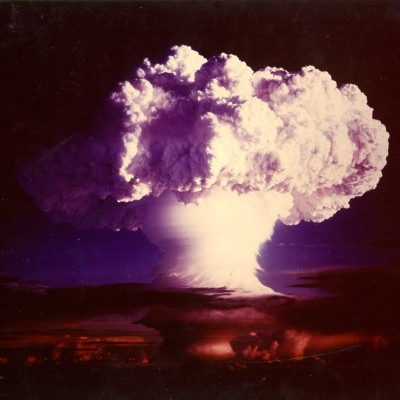
Explosió d'Ivy Mike, la primera bomba H provada, esclatà sobre l'atoló d'Enewetak (prop de Bikini, a l'oceà Pacífic) el 31 d'octubre de 1952.

El fermi fou descobert el 1952 per un equip de científics liderats pel físic i químic nord-americà Albert Ghiorso (1915-2010) a les runes de la primera explosió d'una bomba d'hidrogen, Ivy Mike, sobre l'atol d'Enewetak, Illes Marshall, a l'oceà Pacífic. Quan la bomba explotà, el primer de novembre de 1952, produí una explosió amb la potència de més de 10 milions de tones de TNT, cinc-centes vegades el poder destructiu de l'explosió de la bomba A llançada sobre Nagasaki el 1945, destruint totalment la petita illa. Es tractava d'un dispositiu de prova, amb un pes de més de 80 tones i que requeria una estructura d'uns quinze metres d'alçada per suportar-lo, el que significa que mai no s'hauria pogut emprar contra un enemic, però demostrà, massa bé, la capacitat d'una arma termonuclear. I en els moments d'aquella intensa explosió produí dos element nous.

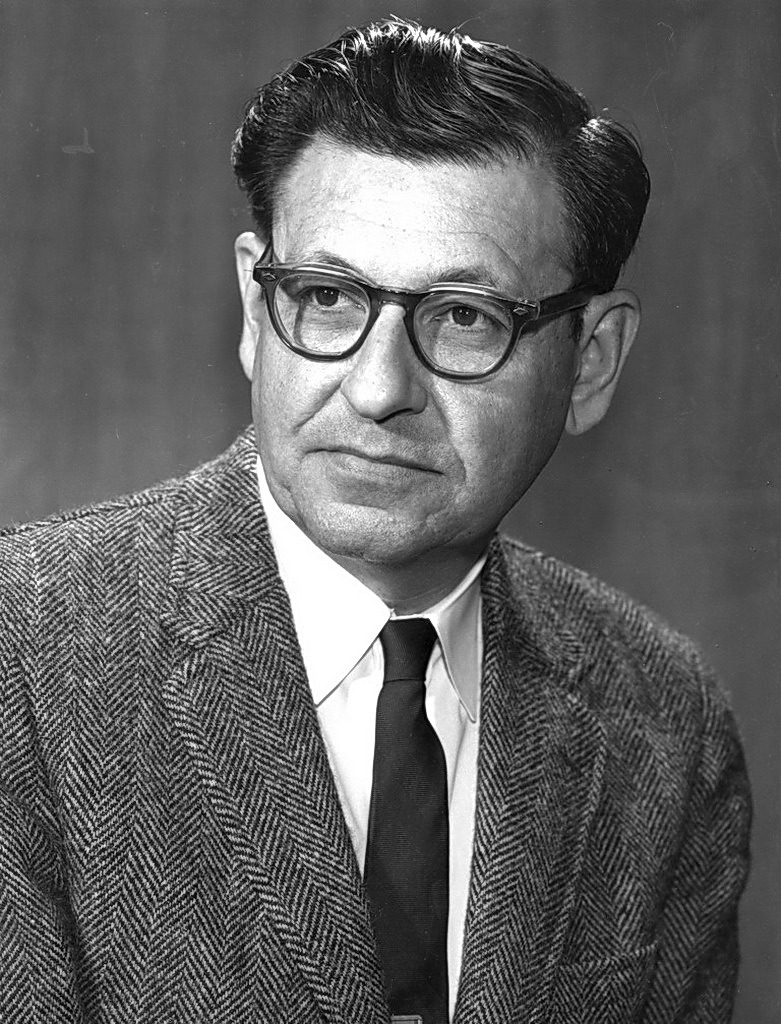
Albert Ghiorso circa del 1970.

Com a part de les anàlisis de la prova, s'enviaren tones de material de la zona de precipitació a la Universitat de Califòrnia a Berkeley, lloc on s'havien produït els elements per a la prova. Allà fou examinat pel grup de científics encapçalats per Albert Ghiorso. Entre les cendres i restes carbonitzades de corall en un mes havien descobert i identificat uns 200 àtoms de dos nous elements, de nombres atòmics 99 i 100. Tal era el secret que envoltava la prova que el descobriment no es pogué fer públic durant tres anys.
Per evitar donar informació de la prova termonuclear, l'equip de Ghiorso es dedicà a produir aquests elements per altres mitjans. Així obtingueren el 1954 el fermi 254 bombardejant plutoni 239 amb neutrons. Les reaccions són:
{\displaystyle {\ce {^239_94Pu + 15 ^1_0n -> ^254_100Fm + 6 ^0_{-1}e}}}

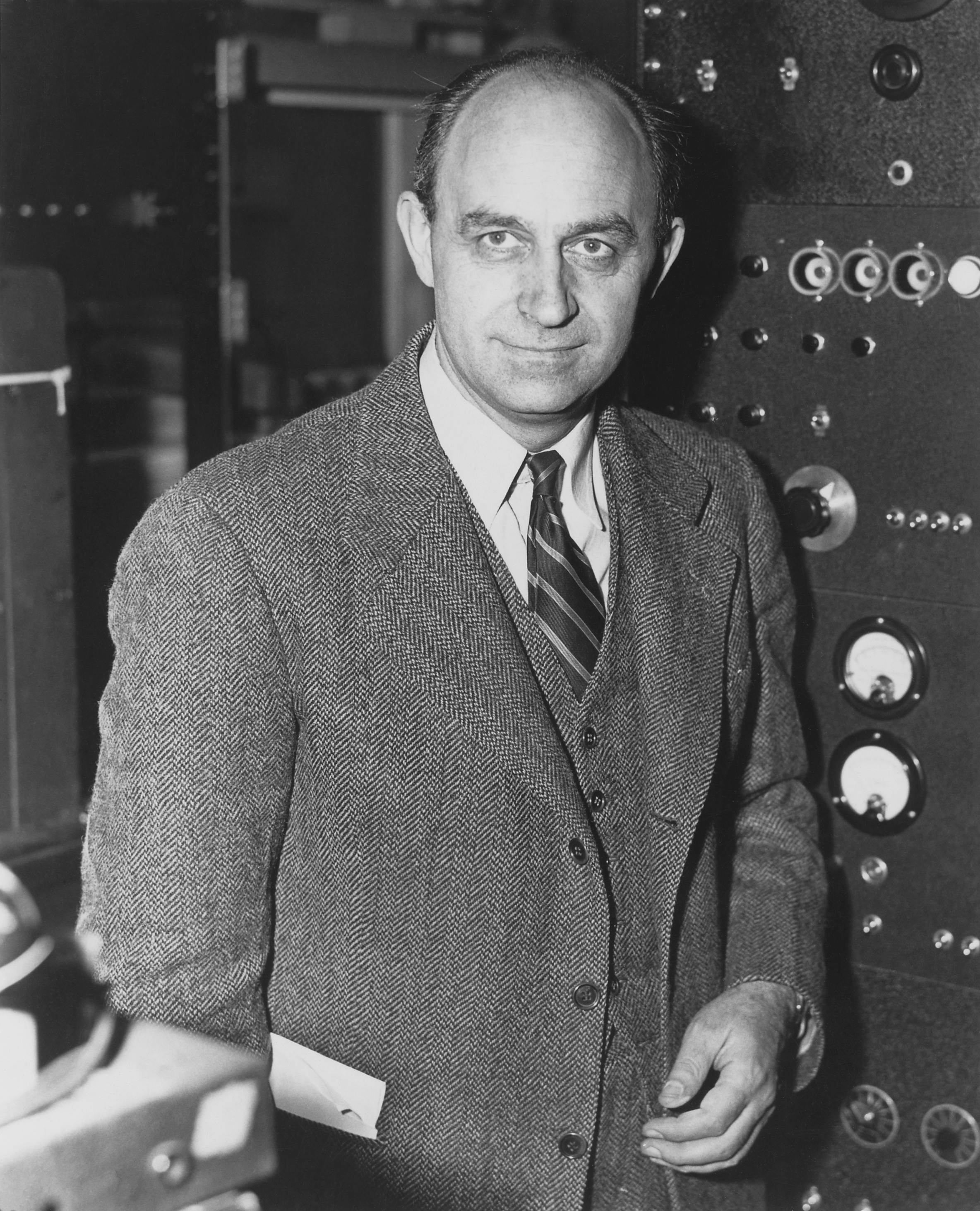
El físic italià Enrico Fermi.

Per altra banda, el mateix any científics de l'Institut Nobel d'Estocolm, Suècia, produïren fermi 250 bombardejant urani 235 amb nuclis d'oxigen 16. La reacció que empraren fou:
{\displaystyle {\ce {^238_92U + ^16_7O -> ^250_100Fm + 4^1_0n}}}
Uns mesos més tard, la prova d'Ivy Mike es desclassificà, permetent a Ghiorso informar del descobriment anterior del seu equip el 1955. Fou a la revista Physical Review de l'1 d'agost de 1955 que els descobridors suggeriren per primera vegada el nom de fermi, i símbol Fm, en honor del físic italià Enrico Fermi (1901-1954) que havia mort l'any anterior.
El 1955 quan es desclassificaren els descobriments sobre la bomba termonuclear i l'equip de Berkeley publicà el seus resultats, l'equip suecs, que havia aprovat provisionalment el nom de centuri pel fet de ser l'element de nombre atòmic 100, perdé el descobriment. Potser no fou casualitat que l'equip de Berkeley permeté que el nom de nobeli de l'Institut Nobel per a l'element 102 es continués fent servir quan la reivindicació dels suecs del descobriment aquest element resultés dubtosa. L'abril de 1955 Albert Ghiorso comunicà a la viuda d'Enrico Fermi (1901-1954), que havia mort feia només cinc mesos, que proposarien per a l'element de nombre atòmic 100 el nom de fermi.
A la intensa calor i pressió de l'explosió, una part de l'urani 238 de la bomba de fissió, que s'utilitzà per desencadenar la fusió nuclear de l'hidrogen, havia estat bombardejada amb un gran nombre de neutrons, produint un elevat nombre d'àtoms més pesants. Al mateix temps, els nuclis dels àtoms formats patiren desintegracions β-. Així, doncs, en comptes de fer-se isòtops d'urani més i més pesants el resultat fou la transmutació d'elements, que acabà amb einsteini 255 i fermi 255. Les reaccions es poden representar com:
{\displaystyle {\ce {^238_92U + 17 ^1_0n -> ^255_99Es + 7 ^0_{-1}e}}}{\displaystyle {\ce {^255_99Es -> ^255_100Fm + ^0_{-1}e}}}

## Estat natural i obtenció

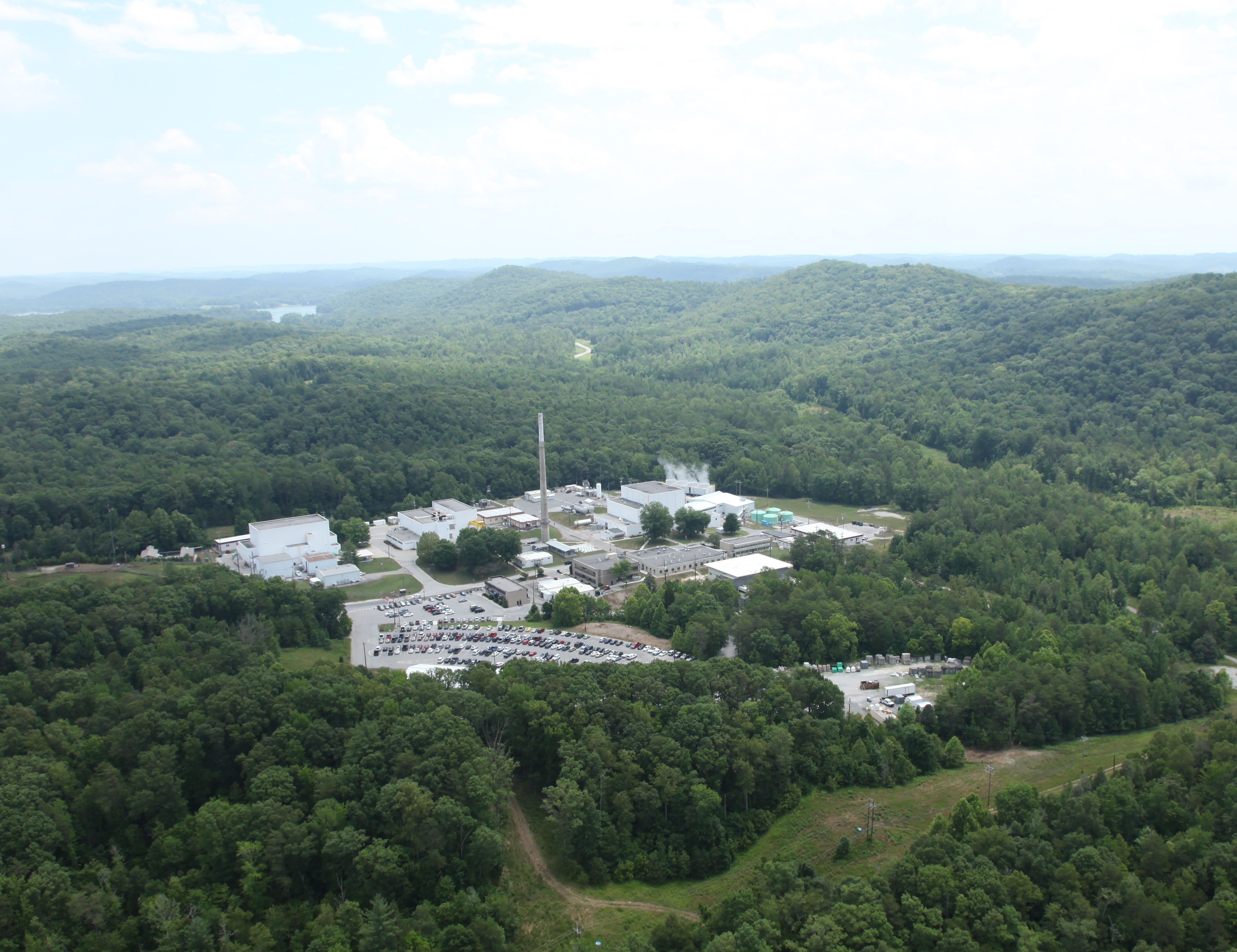
Reactor d'isòtops d'alt flux (HFIR) al Laboratori Nacional d'Oak Ridge.

A causa dels curts períodes de semidesintegració de tots els isòtops de fermi, tot el que podria haver estat present a la Terra durant la seva formació fa temps que s'ha desintegrat. L'einsteini i el fermi es produïren al reactor de fissió nuclear natural d'Oklo, Gabon, però ja no existeixen. El fermi es produeix com a resultat de múltiples captures de neutrons en elements més lleugers, com l'urani i el curi, seguides de successives desintegracions β-. La probabilitat d'aquests esdeveniments augmenta amb l'augment del flux de neutrons, i les explosions nuclears són les fonts de neutrons més poderoses de la Terra. El fermi també es produeix pel bombardeig d'actinoides més lleugers amb neutrons en reactors nuclears o acceleradors. El fermi 257 és l'isòtop més pesant que s'obté mitjançant la captura de neutrons i només es pot produir en quantitats de nanograms. La font principal és el reactor d'isòtops d'alt flux (HFIR) de 85 MW al Laboratori Nacional d'Oak Ridge a Tennessee, EUA. Després de la producció, el fermi s'ha de separar dels residus i una sèrie d'altres actinoides i productes de fissió de lantanoides mitjançant extracció amb dissolvents, intercanvi iònic, etc. La producció anual del reactor de fermi 257 està en el rang de picogrames. Tanmateix, el fermi 255 pur es pot aïllar fàcilment com a fill de la desintegració β- de l'einsteini 255. També s'han obtingut altres isòtops per reaccions nuclears d'elements més lleugers. És el cas del fermi 246 que s'ha obtingut bombardejant blancs de plom 208 amb cations argó 40:
{\displaystyle {\ce {^208_82Pb + ^40_18Ar -> ^246_100Fm + 2 ^1_0n}}}

## Propietats

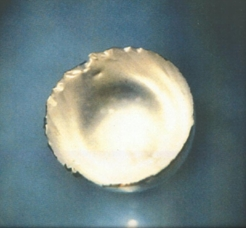
Aliatge de fermi en iterbi de concentració 4 × 10^{–5} %.

### Propietats físiques
No s'ha preparat fermi pur i s'han hagut de calcular teòricament els valors de les seves propietats. Així s'ha determinat que a temperatura ambient és un sòlid de punt de fusió 1 527 °C i densitat 9,7 g/cm³.

### Propietats químiques
Els estudis de química del fermi s'han realitzat a escala de traçadors. La seva configuració electrònica és [Rn]5f127s2 i l'electronegativitat de Pauling té un valor d'1,3. El fermi existeix predominantment en l'estat d'oxidació +3. També hi ha evidència de l'estat +2 en condicions altament reductores, paral·lelament al comportament de reducció de l'oxidació de l'iterbi. S'han realitzat estudis de volatilitat amb aliatges que són solucions metàl·liques diluïdes de fermi en samari i iterbi, cosa que indica que el fermi es troba com un metall divalent.
La química del fermi és típica dels elements actinoides tardans. El fermi s'ha estudiat únicament en solució, i no s'han preparat compostos sòlids. En dissolució aquosa existeix com a catió Fm3+, un catió lleugerament àcid (pKa = 3,8) que forma complexos amb una àmplia varietat de lligands orgànics amb àtoms donadors durs com l'oxigen, per donar lloc a complexos més estables que els dels actinoides anteriors. També forma complexos aniònics estables amb lligands com el clorur o el nitrat. A causa de la major càrrega nuclear efectiva de l'ió Fm3+ es creu que forma enllaços metall-lligant més curts i més forts que els seus anàlegs del catió americi(+3), els quals formen complexos de caràcter més marcadament iònic. El Fm3+ es redueix amb relativa facilitat a Fm2+, s'ha estimat un valor del potencial de reducció d'uns –1,15 V. Així mateix, el potencial estàndard de reducció de la parella Fm2+/Fm és de −2,37 V.

## Isòtops
Es coneixen vint-i-dos isòtops del fermi que van des del de nombre màssic 241 fins al de nombre màssic 260. Tots ells són inestables. El que té un període de semidesintegració més llarg és el {\displaystyle {\ce {^257Fm}}} (t½ = 100,5 dies) i es desintegra per emissió d'una partícula α en californi 253:
{\displaystyle {\ce {^257_100Fm -> ^253_98Cf + ^4_2He}}}
Els que el segueixen en estabilitat són el {\displaystyle {\ce {^253Fm}}} (t½ = 3 dies) i el {\displaystyle {\ce {^252Fm}}} (t½ = 25,4 h), que es desintegren per captura electrònica donant einsteini 253 i per emissió d'una partícula α donant californi 248, respectivament. Les reaccions són.
{\displaystyle {\ce {^257_100Fm + ^0_{-1}e -> ^257_99Es}}}{\displaystyle {\ce {^252_100Fm -> ^248_98Cf + ^4_2He}}}
L'estabilitat de l'isòtop fermi 257 permetria treballar amb quantitats pesables de fermi. Tot i això, l'únic mètode pràctic de producció de fermi, la captació de neutrons múltiples en un reactor de gran flux, ha obtingut només quantitats de fermi 257 de l'ordre dels picograms (1 pg = 10–12 g), massa petites per dur a terme estudis de la química amb mostres pures.
Un bon nombre d'isòtops del fermi es desintegren majoritàriament per fissió espontània. Són els de nombres màssics 241, 242, 246, 256, 258, 259 i 260. Per exemple el fermi 246 es romp majoritàriament en molibdè 102 i ceri 144:
{\displaystyle {\ce {^246_100Fm -> ^102_42Mo + ^144_58Ce}}}

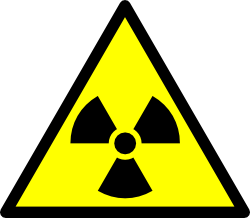

El producte de captura de neutrons del fermi 257, el fermi 258, experimenta una fissió espontània amb un període de semidesintegració de només 370 microsegons; el fermi 259 i el fermi 260 també són inestables respecte a la fissió espontània (t½ = 1,5 s i 4 ms respectivament). Això significa que la cadena de producció de captura de neutrons acaba essencialment al número de massa 257 a causa dels períodes de semidesintegració de fissió espontània molt curts dels isòtops més pesants.
La majoria dels isòtops coneguts del fermi no han estat sintetitzats, sinó que apareixen en les cadenes de desintegració d'elements amb nombres atòmics superiors i parells. Aquests elements són extremadament inestables i es van desintegrant per emissió de partícules α, una rere l'altra, produint tot un seguit d'isòtops d'elements de nombres atòmics inferiors. Per exemple, l'element amb nombre atòmic més alt que s'ha sintetitzat és l'oganessó (Z = 118), l'isòtop oganessó 293 es desintegra segons les següents reaccions que passen pel fermi 257:
{\displaystyle {\ce {^{293}_{118}Og\xrightarrow {-\alpha } \,_{116}^{289}Lv\xrightarrow {-\alpha } \,_{114}^{285}Fl\xrightarrow {-\alpha } \,_{112}^{281}Cn\xrightarrow {-\alpha } \,_{110}^{277}Ds\xrightarrow {-\alpha } \,_{108}^{273}Hs\xrightarrow {-\alpha } \,_{106}^{269}Sg\xrightarrow {-\alpha } \,_{104}^{265}Rf\xrightarrow {-\alpha } \,_{102}^{261}No\xrightarrow {-\alpha } \,_{100}^{257}Fm\xrightarrow {-\alpha } ...}}}

## Toxicitat
Tot i que poques persones entren en contacte amb el fermi, la Comissió Internacional de Protecció Radiològica (ICRP) ha establert límits d'exposició anuals per als dos isòtops més estables, fermi 253 i fermi 257. Per al primer, el límit d'ingesta s'ha establert a 107 Bq i el límit d'inhalació a 10⁵ Bq; i per al segon, en 10⁵ Bq i 4 000 Bq, respectivament.